# Distrito de La Digue

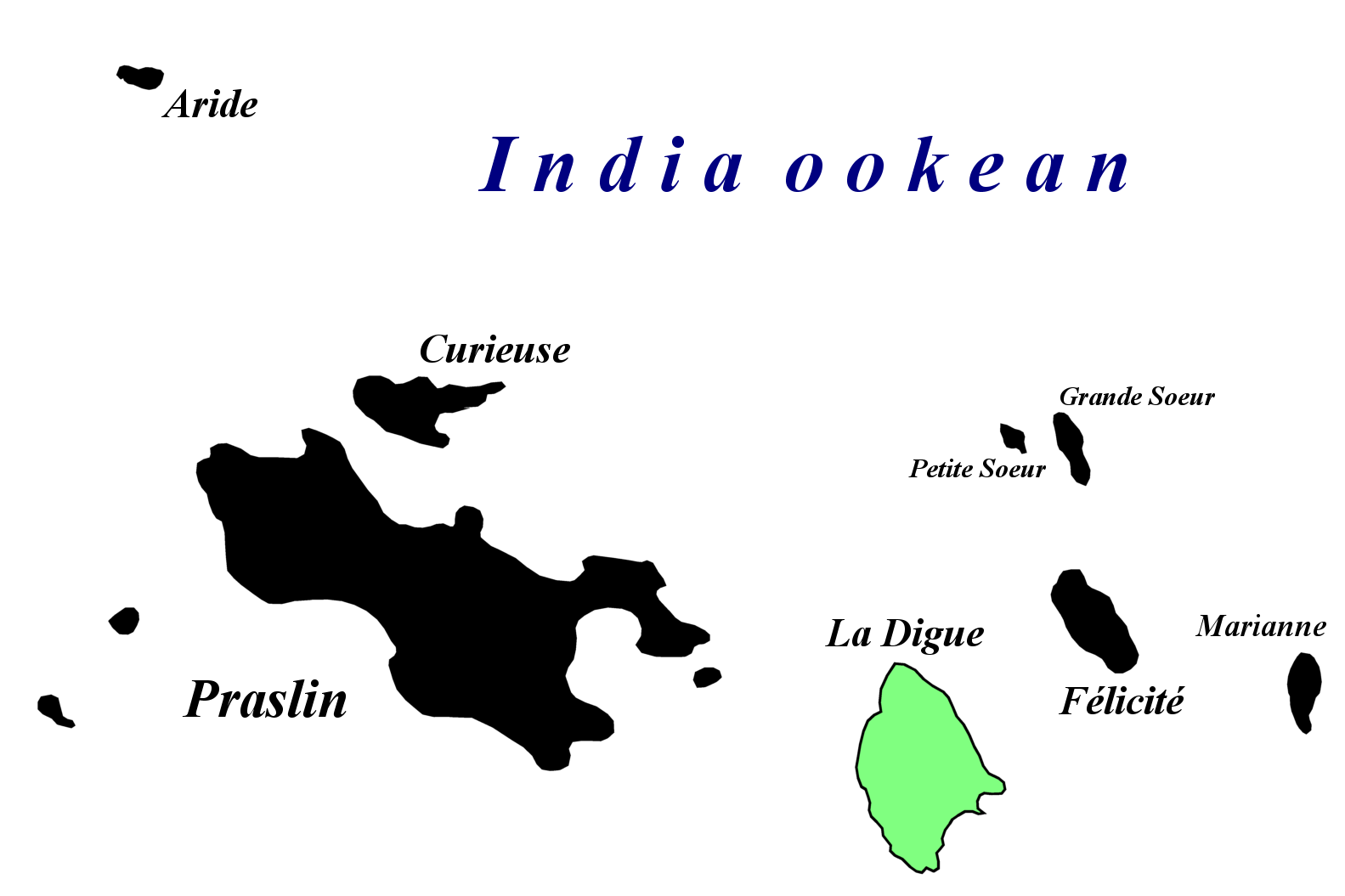
Localización del Distrito de La Digue (resaltado en verde claro).

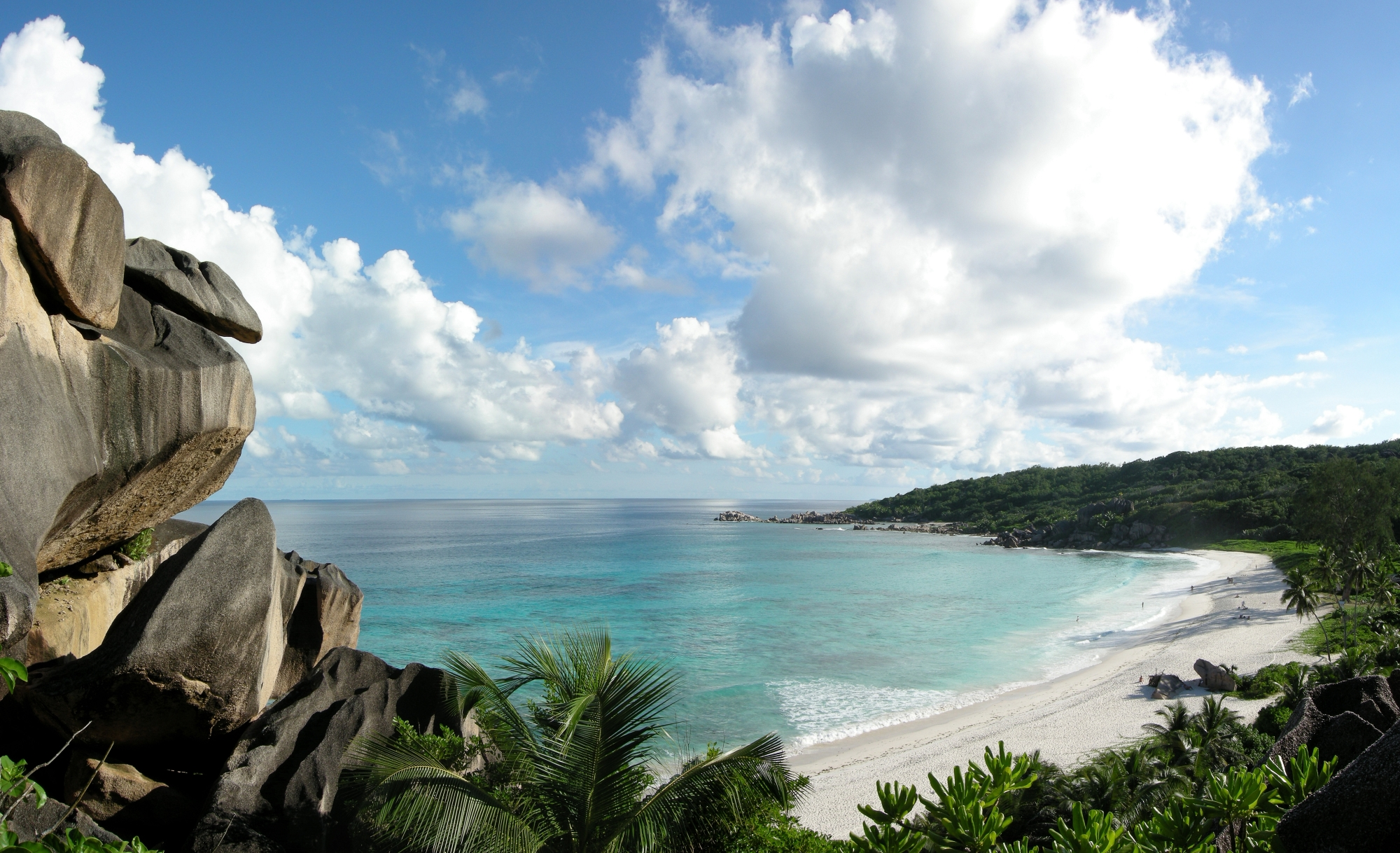
Vista de la playa Grand Anse, en la isla de La Digue, Seychelles.

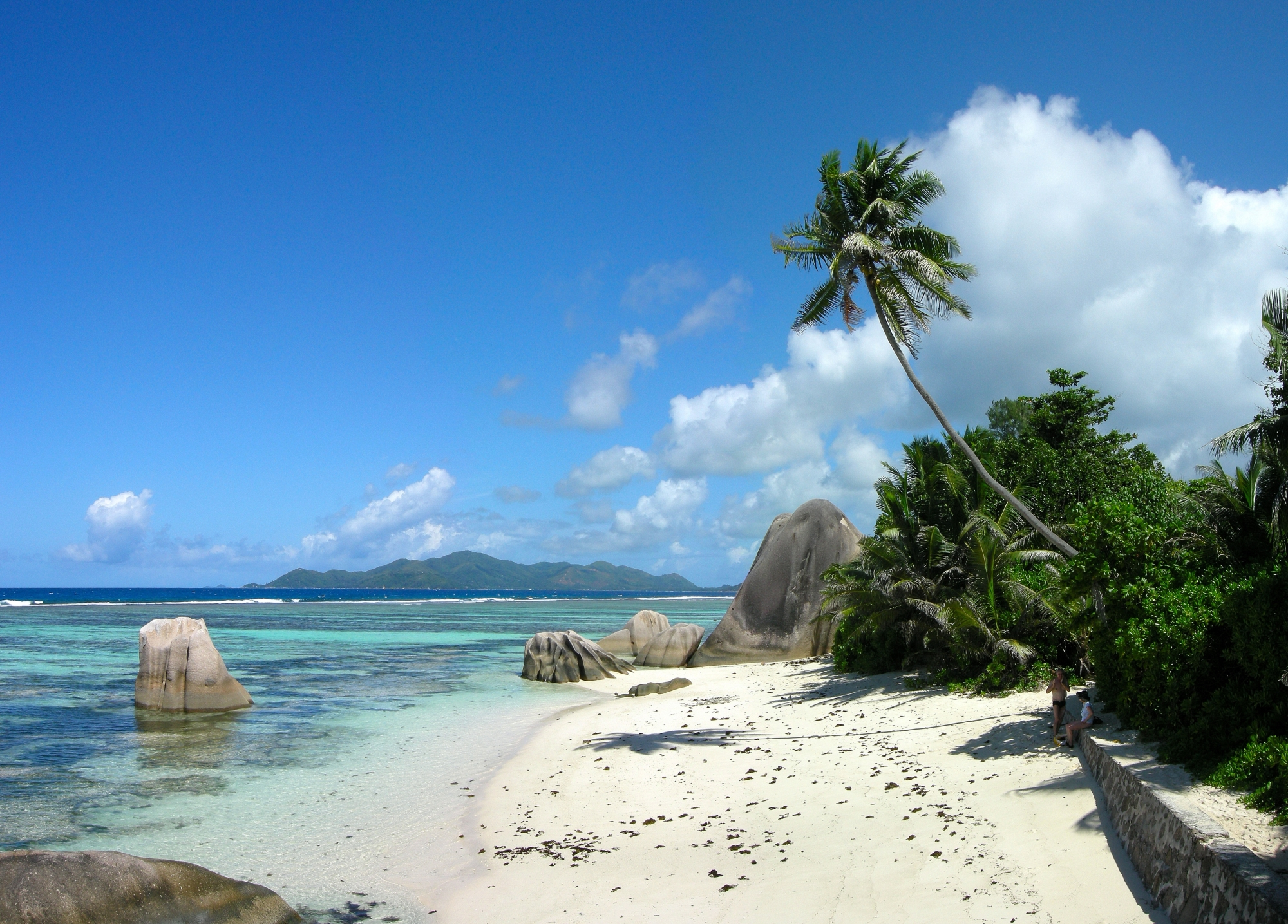
Vista de la playa Anse Source d'Argent.

La Digue es la tercera isla más habitada del archipiélago de Seychelles y la cuarta por su superficie. Tiene una superficie de 10 km². Está situada al este de Praslin y al oeste de isla Felicité. Tiene una población de cerca de 2000 personas que vive, sobre todo, en las aldeas de la costa oeste: La Passe (enlazada por ferry con las islas de Praslin, que se encuentra a 6 km de distancia, y Mahé, que se encuentra a 43 km de distancia) y La Reunión.
La Digue debe su nombre a una nave de la flota del explorador francés Marc-Joseph Marion du Fresne, que visitó las Seychelles en 1768.

## Turismo

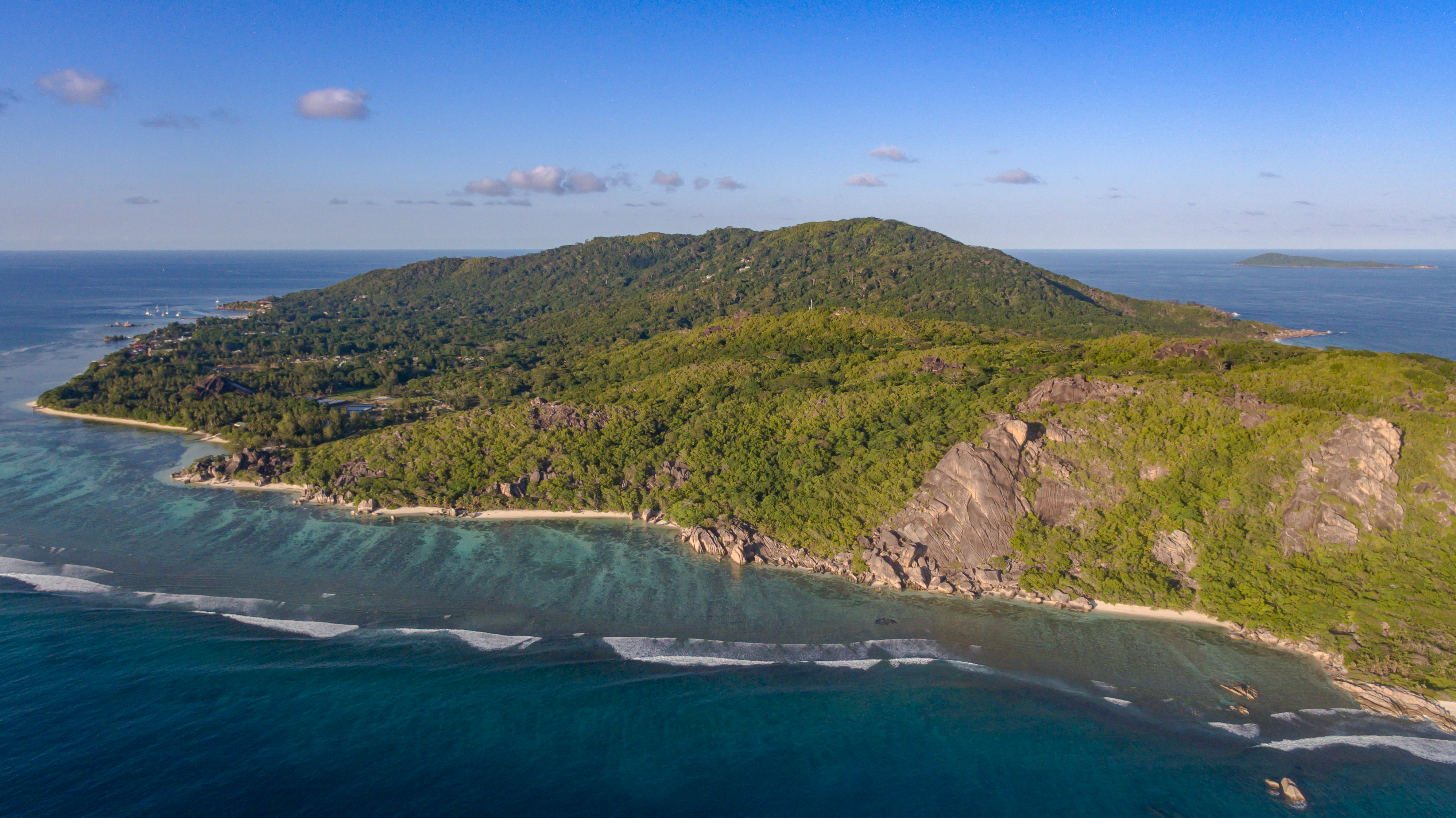
Vista aérea de La Digue, Seychelles.

A principios del siglo XXI la principal industria de la isla es el turismo, y es famosa por sus playas, especialmente Anse Source d'Argent y Grand Anse. La Digue ha experimentado un marcado aumento de la actividad turística, lo cual ha impactado en forma determinante sobre la economía de Seychelles. Antiguamente la producción de copra y vainilla eran los principales baluartes de la economía local, lo cual se puede rememorar en el museo de la isla.
La Reserva Natural Veuve, en el interior de la isla, es hábitat del raro monarca-colilargo de las Seychelles, del cual solo queda una población de unos cien ejemplares vivos. El pico más alto de La Digue está también en la parte central de la isla, el Belle Vue (montaña del Nido del Águila) con 300 metros de altura. La Digue también es visitada a causa de su rica y colorida fauna marina, que incluye, entre otros peces, tiburones y mantas rayas. Existen unos veinte hoteles y casas de huéspedes, algunos restaurantes y un centro de buceo. Se pueden realizar excursiones en barco y salidas a bucear. En la reserva Veuve los turistas pueden realizar un paseo en bicicleta con guía para admirar la belleza de La Digue.